# Parc forestier du Rimutaka
Le parc forestier du Rimutaka (en anglais : Rimutaka Forest Park) est une aire protégée près de Wellington, en Nouvelle-Zélande.
Les points d'accès sont situés au sud de Wainuiomata et dans la partie haute de la Hutt Valley.  Le parc s'étend sur 196,6 km2 et comprend la vallée de Catchpool et la vallée de l'Orongorongo à l'extrême sud de Rimutaka Range. Créé en 1972, le parc propose quelques courtes randonnées et cinq huttes accessibles par une longue marche dans le bush.
Une population de kiwis de Mantell s'est établie dans la partie nord du parc, protégée par une zone interdite aux chiens.